# Матю Шепард
Матю Уейн Шепард е студент от Университета в Уайоминг, САЩ, който в нощта на 6 срещу 7 октомври 1998 г. е нападнат, измъчван, пребит близо до Ларами, щата Уайоминг, от което умира в болница „Паудър Вали“ във Форт Колинс, Колорадо на 12 октомври с.г.
В предварителното производство по смъртта на Шепард полицейски офицер дава показания, според които насилието срещу Шепард е резултат на това как нападателите „[се чувствали] относно гейовете“, позовавайки се на приятелката на единия от нападателите, която е получила това обяснение. Убийството на Шепард привлича национално и международно внимание към престъпленията от омраза на щатско и федерално ниво.
През 2009 г. майката на Матю, Джуди Шепард, публикува книгата „Приносът на Матю: Убийството на сина ми в Ларами и трансформацията на света“ (The Meaning of Matthew: My Son's Murder in Laramie, and a World Transformed). На 22 октомври 2009 г. Конгресът на САЩ приема закон, кръстен на Матю Шепард, който прибавя към федералния закон за престъпленията от омраза от 1969 г. криминалните дейния, извършени на основата на реалните или предполагаеми признаци на жертвата пол, сексуална ориентация, полова идентичност или увреждане.